# Theridion theridioides
Theridion theridioides là một loài nhện trong họ Theridiidae.
Loài này thuộc chi Theridion. Theridion theridioides được Eugen von Keyserling miêu tả năm 1890.